# Gheorghe Zaharescu
Gheorghe Zaharescu (n.1889) a fost un general român, a îndeplinit funcții de comandă în cel de-al Doilea Război Mondial. A fost comandant al Diviziei 13 Infanterie (9 noiembrie 1941 - 3 aprilie 1942).
Generalul de divizie Gheorghe Zaharescu a fost trecut în cadrul disponibil la 9 august 1946, în baza legii nr. 433 din 1946, și apoi, din oficiu, în poziția de rezervă la 9 august 1947.

## Decorații
- Ordinul „Steaua României” cu spade și panglică de „Virtutea Militară”, în gradul de Comandor (11 octombrie 1941) „pentru priceperea deosebită, devotamentul și munca extraordinară, depusă zi și noapte în calitate de șef de Stat Major, în însărcinarea ce i s'a dat de a se ocupa cu deservirea materială a armatei ce opera în Bucovina, Basarabia și Ucraina, reușind să facă față situației în condițiuni excepțional de bune, cu toată depărtarea dela baza de aprovizionare, drumuri în stare precara, vreme nefavorabilă și mijloace de transport insuficiente”[3]